# Lepista rickenii
Lepista rickenii är en svampart som beskrevs av Singer 1948. Lepista rickenii ingår i släktet Lepista och familjen Tricholomataceae.   Inga underarter finns listade i Catalogue of Life.